# 무로쓰촌 (야마구치현)
무로쓰촌(室津村)은 야마구치현 구마게군에 설치되었던 촌이다. 현재의 가미노세키정에 해당한다.